# Maximiliano Perg
Maximiliano Perg Schneider (Paysandú, 16 de septiembre de 1991) es un futbolista uruguayo. Actualmente juega de defensa central en el Danubio Fútbol Club de la Primera División de Uruguay.

## Trayectoria

### Fénix
Debutó en Fénix de la Primera División de Uruguay en el año 2011. En el club de Capurro jugó hasta 2016, disputó 83 partidos y marcó un gol.

### Peñarol
El 2 de julio de 2016 se confirma su llegada a Peñarol. Debutó en un partido amistoso frente a la Universidad de Chile, en la denominada Noche Azul, el 16 de julio, cayendo por 3 a 0 a manos del local. El 19 de julio de 2017, rescinde contrato con Peñarol.

### Toluca
Se anuncia su incorporación al Deportivo Toluca de México el 27 de julio, al finalizar su contrato con Peñarol.

## Clubes
| Club              | País    | Año         | Partidos | Goles | Prom. |
| ----------------- | ------- | ----------- | -------- | ----- | ----- |
| Fénix             | Uruguay | 2011 - 2016 | 83       | 1     | 0,01  |
| Peñarol           | Uruguay | 2016 - 2017 | 16       | 0     | 0,00  |
| Toluca            | México  | 2017 - 2018 | 28       | 1     | 0,04  |
| Defensor Sporting | Uruguay | 2019        | 10       | 0     | 0     |
| Puebla            | México  | 2019 - 2021 | 61       | 1     | 0     |
| Querétaro         | México  | 2022        | 30       | 1     | 0     |
| Nacional          | Uruguay | 2023        | 2        | 0     | 0     |
| Fénix             | Uruguay | 2024        |          |       |       |
| Danubio           | Uruguay | 2025        | 0        | 0     | 0     |
| Total             |         | 2011 - 2025 | 229      | 4     | 0,01  |

- Actualizado el 5 de enero de 2025. No hay datos aun de Fénix 2024.

## Palmarés

### Campeonatos nacionales
| Título              | Club    | País    | Año  |
| ------------------- | ------- | ------- | ---- |
| Campeonato Uruguayo | Peñarol | Uruguay | 2017 |